# Larinia minor
Larinia minor är en spindelart som först beskrevs av Bryant 1945.  Larinia minor ingår i släktet Larinia och familjen hjulspindlar. Inga underarter finns listade i Catalogue of Life.